# 17860 Roig
17860 Roig è un asteroide della fascia principale. Scoperto nel 1998, presenta un'orbita caratterizzata da un semiasse maggiore pari a 2,2559091 UA e da un'eccentricità di 0,1692034, inclinata di 4,16413° rispetto all'eclittica.